# Яркеєвська сільська рада
Ярке́євська сільська рада (рос. Яркеевский сельский совет) — муніципальне утворення у складі Ілішевського району Башкортостану, Росія. Адміністративний центр та єдиний населений пункт — село Верхньояркеєво.

## Населення
Населення — 9300 осіб (2019, 9710 у 2010, 9339 у 2002).